# Oleria aquata
Espèce
Oleria aquata est une espèce d'insectes lépidoptères, un papillon diurne appartenant à la famille des Nymphalidae, sous-famille des Danainae, à la tribu des Ithomiini, sous-tribu des Oleriina et au genre Oleria.

## Dénomination
Oleria aquata a été décrit par Gustav Weymer en 1875 sous le nom initial d'Ithonia aquata.

## Description
Oleria aquata est un papillon au corps à abdomen fin, ailes transparentes et aux longues ailes antérieures à bord interne concave.
Sur le dessus les ailes transparentes sont veinées et bordées de marron doré avec aux ailes antérieures une bande marron soulignant l'extrémité de la cellule depuis le bord costal et une ligne la coupant.
Sur le revers la bordure est orange doré.

## Écologie et distribution
Oleria aquata est présent dans le sud-est du Brésil,.

### Protection
Pas de statut de protection particulier.